# Paraheteropia ijimai
Paraheteropia ijimai är en svampdjursart som först beskrevs av Hozawa 1916.  Paraheteropia ijimai ingår i släktet Paraheteropia och familjen Heteropiidae. Inga underarter finns listade i Catalogue of Life.